# Фалькенштейн, Константин Карл
Константин Карл Фалькенштейн (нем. Konstantin Karl Falkenstein; 12 ноября 1801, Ремечвиль — 18 января 1855, Пирна) — немецкий историк швейцарского происхождения.
Учился в Золотурне в колледже иезуитов, затем в Женеве и Вене. С 1821 г. служил домашним учителем у графа Любинского в Варшаве. С 1825 г. работал в Дрезденской Королевской библиотеке, с 1835 года главный библиотекарь, в том же году основал при библиотеке Музей книги. В 1839 году защитил докторскую диссертацию в Лейпцигском университете. С 1852 г. в отставке.
Известен, прежде всего, выдержавшими по два издания биографией Тадеуша Костюшко (нем. Thaddäus Kosciusko; Лейпциг, 1827, 2-е изд. 1834) и монографией «История возникновения и развития книгопечатного искусства» (нем. Geschichte der Buchdruckerkunst in ihrer Entstehung und Ausbildung; Лейпциг, 1840, 2-е изд. 1856), а также описанием вверенной ему Дрезденской библиотеки (нем. Beschreibung der Bibliotek zu Dresden; 1839). Оставил также юношескую работу по мифологии (лат. Mythologia, seu Fabulosa deorum gentilium historia; Золотурн, 1818), «Историю географических открытий» в 6 выпусках (нем. Geschichte der geographischen Entdeckungsreisen; 1828—1829), очерк истории ордена иоаннитов (нем. Geschichte des Johanniterordens; 1833) и др.